# المرإبعة (إب)

تعديل مصدري - تعديل

المرابعة محلة تابعة لقرية ماتر، التابعة لعزلة الروس بمديرية إب إحدى مديريات محافظة إب في الجمهورية اليمنية.، بلغ تعداد سكانها 157 حسب تعداد اليمن لعام 2004.